# Boldklubben 1960
Boldklubben 1960 er en dansk fodboldklub beliggende i Nordvest, København. Boldklubben 1960 blev stiftet den 10. juni 1960, og spiller sine hjemmekampe på Grønnemosen. Klubbens førstehold spiller i Københavnsserien, mens andetholdet spiller i Serie 3.

## Historie
Klubben blev stiftet den 10. juni 1960 af to drenge. Klubbens første hold nogensinde var et lilleputhold, som spillede klubbens første kamp. Klubbens første kamp var en træningskamp mod B1907 på Amager Fælled, som endte med 8-2 sejr til B1960. Klubbens første seniorhold blev grundlagt i 1964. Klubben havde tidligere en håndbold- og bordtennisafdeling.